# Simon de La Brosse
Simon de La Brosse (ur. 9 października 1965 w Paryżu, zm. 17 kwietnia 1998 w Suresnes) – francuski aktor filmowy i telewizyjny.

## Życiorys

### Kariera
Pracował w restauracji w Montmartre, gdy został odkryty przez agentkę Dominique Besnéhard. Publiczność kinowa poznała go po raz pierwszy w roli Sylvaina w komedii romantycznej Érica Rohmera Paulina na plaży (Pauline à la plage, 1983) oraz w komediodramacie Kelner! (Garçon!, 1983) u boku Yves'a Montanda i Jacques'a Villereta.
W 1984 roku ukończył szkołę dramatyczną Cours Florent w Paryżu. Zwykle grywał role dekoracyjne i romantycznych młodych chłopców. Pojawił się w miniserialach: CBS Córka Mistrala (Mistral's Daughter, 1984) ze Stefanie Powers, Lee Remick, Stacy Keachem, Timothy Daltonem i Robertem Urich, ABC Koronki (Lace, 1984-85) z Brooke Adams, Phoebe Cates, Christopherem Cazenove, Angelą Lansbury i Jamesem Readem oraz CBS Grzechy (Sins, 1986) u boku Joan Collins, Timothy'ego Daltona i Jamesa Farentino.
W dramacie André Téchiné Niewinni (Les Innocents, 1987) zagrał postać chłopaka, który popełnił nikczemną zbrodnię. Wystąpił także w komedii Jamesa Scotta Stać się bogatym (Strike It Rich, 1990) z Molly Ringwald i Johnem Gielgudem.
W 1992 roku wystąpił na scenie w sztuce Fiodora Dostojewskiego Biesy.

### Życie prywatne
17 kwietnia 1998 popełnił samobójstwo, zmarł w wieku 32. lat.

## Filmografia

### Filmy fabularne
- 1983: Paulina na plaży (Pauline à la plage) jako Sylvain
- 1983: Kelner! (Garçon!) jako Philippe
- 1985: Złośnica (L'Effrontée) jako Jacky Castang
- 1985: Relacje rodzinne (La Vie de famille) jako Cédric
- 1985: Glamour jako Rémy
- 1986: Désordre jako Gabriel
- 1986: Betty Blue jako młody bramkarz
- 1987: Buisson ardent
- 1987: Travelling avant
- 1987: Niewinni (Les Innocents) jako Stéphane
- 1988: Mała złodziejka (La Petite Voleuse) jako
- 1990: Après après-demain jako Paul
- 1990: Strike It Rich
- 1991: Les Arcandiers jako Tonio
- 1991: 37°2 le matin
- 1991: Miłość ekstermalna (Ao Fim da Noite) jako Jorge
- 1993: Tajemnica rodziny (L'ombre du doute) jako BPM Inspektor
- 1994: Des feux mal éteints jako Travaire
- 1996: Les Liens du coeur jako William
- 1996: La Passion du docteur Bergh jako Orsini
- 1998: Louise et les marchés jako Rodolphe Farouz

### Seriale TV
- 1984: Koronki (Lace) jako Alexandre Chazelle
- 1984: Córka Mistrala (Mistral's Daughter) jako kwiaciarz
- 1985: Koronki II (Lace II) jako Alexandre Chazelle
- 1986: Grzechy (Sins) jako goniec
- 1988: Sueurs froides - odcinek La Panne jako Mathieu
- 1990: Les Cadavres exquis de Patricia Highsmith - odcinek L'épouvantail jako Jean
- 1991: L' Ordinateur amoureux jako Michel Allard